# Yoav Bear
Pour les articles homonymes, voir Bear.
Yoav Bear, parfois orthographié Yoav Bär, est un coureur cycliste israélien, né le 24 juin 1991 à Haïfa.

## Palmarès
- 2011[1]
  -  Champion d'Israël sur route espoirs
  -  Champion d'Israël du contre-la-montre espoirs
  - Apple Race :
    - Classement général
    - 1re et 2e (contre-la-montre) étapes

  - 2e du championnat d'Israël sur route
  - 2e du championnat d'Israël du contre-la-montre
- 2013
  -  Champion d'Israël du contre-la-montre
  -  Champion d'Israël du contre-la-montre espoirs
  - Tour d'Arad :
    - Classement général
    - 1re, 2eb (contre-la-montre par équipes) et 3e étapes
- 2014
  -  Champion d'Israël du contre-la-montre
  - 2eb étape du Tour d'Arad (contre-la-montre par équipes)
  - 3e de l'Apple Race
- 2015
  -  Champion d'Israël du contre-la-montre
  - 2eb étape du Tour d'Arad (contre-la-montre par équipes)
  - 2e du Tour d'Arad
- 2016
  - 3e du championnat d'Israël du contre-la-montre
- 2017
  -  Médaillé de bronze du contre-la-montre aux Maccabiades

## Classements mondiaux
| Année           | 2014 | 2015 | 2016   | 2017   |
| --------------- | ---- | ---- | ------ | ------ |
| UCI Europe Tour | 788e | 859e | 1 472e | 1 817e |